# Арсенид трикалия
Арсенид трикалия — бинарное неорганическое соединение
калия и мышьяка с формулой K3As,
зеленоватые кристаллы,
самовоспламеняются на воздухе.

## Получение
- Сплавление стахиометрических количеств чистых веществ в инертной атмосфере:

{\displaystyle {\mathsf {3K+As\ {\xrightarrow {655^{o}C}}\ K_{3}As}}}

## Физические свойства
Арсенид трикалия образует зеленоватые блестящие кристаллы
гексагональной сингонии,
пространственная группа P 63/mmc,
параметры ячейки a = 0,5782 нм, c = 1,0222 нм, Z = 2.

## Химические свойства
- Реагирует с влагой из воздуха:

{\displaystyle {\mathsf {K_{3}As+3H_{2}O\ {\xrightarrow {}}\ 3KOH+AsH_{3}\uparrow }}}